# 崔成
崔成（？—前546年），中国春秋时期齐國執政崔杼的長子。 
崔杼在崔成母親死後，續娶東郭姜為妻。崔杼信任東郭姜的弟弟东郭偃、東郭姜與前夫的兒子棠无咎，使二人成為崔家的相。
崔成有病，崔杼打算將家業傳給东郭姜生的儿子崔明，崔成打算隱居於崔邑，但是东郭偃、棠无咎都不同意。
前546年，崔成和同母弟崔彊倍受东郭偃、棠无咎欺辱。和崔杼一起參與殺害齊後莊公的庆封想獨攬大權，他和親信盧蒲嫳怂恿崔成兄弟殺死了棠无咎和东郭偃。崔杼逃到庆封家避難，庆封杀死了崔成、崔彊。崔杼看見家破人亡，最後絕望自殺。